# SC Bromberg
Der Sportclub Bromberg war ein deutscher Sportverein in der Stadt Bromberg. Die seit Ende des Zweiten Weltkrieges in Polen liegende Stadt hat den polnischen Namen Bydgoszcz.

## Geschichte
Am 2. September 1894 wurde in auf einer Wiese bei Ostromecko, ein Fußballspiel zwischen den Mannschaften "Blau" und "Rot" des Königliches Realgymnasiums in Bromberg, unter der Leitung des Sportlehrers Bernhard Kuhse, gespielt. Das Spiel endete 1:1. Es war eines der ersten dokumentierten Fußballspiele in Bromberg.
Am 15. August 1909 wurde auf dem Gymnasialspielplatz des Königlichen Realgymnasiums in Brenkenhof (polnisch Bocianowo) ein Propagandapiel zwischen dem SC Graudenz und dem erst zwei Monate zuvor gegründeten SV Thorn veranstaltet, das die Graudenzer 4:2 gewannen. Schiedsrichter des Spiels war H. W. Woettki aus Bromberg. Nach dem Spiel wurde im Wildiesschen Restaurant der Sportclub Bromberg gegründet.
Am 8. Mai 1910 wurde auf dem Gymnasialspielplatz wieder ein Propagandaspiel zwischen dem SC Graudenz und dem SV Thorn veranstaltet, das die Graudenzer 6:0 gewannen. Am 17. Mai spielten Studenten aus Danzig und Königsberg in Brenkenhoff (Bocianowo) das nächste Fußballspiel, das der  Akademische Sportklub Danzig gegen den Akademischen Sportklub Königsberg gewann. Im Juni sollte der SC Bromberg in Inowrocław sein erstes Spiel bestreiten, gegen den SV Thorn.
Vereinspräsident war zunächst Robert Weber, ein Gymnasiallehrer, später Dr. Schacht und von Brehmer. Ursprünglich hatte der Verein Abteilungen für Fußball, Leichtathletik, Cricket und Hockey. Im Jahre 1911 hatte der Verein schon Abteilungen für Eislaufen und Tennis. In 1910 hatte der Club 14 Mitglieder und bildete zusammen mit dem SC Graudenz und SV Thorn den Bezirk VI (Graudenz). In 1911 war die Mitgliederzahl bereits auf 89 Mitglieder angestiegen und der SC bildete gemeinsam mit dem Hertha Schneidemühl den Bezirk X (Bromberg), ebenso 1912. Nur war jetzt die Zahl der Mitglieder wieder auf 30 abgesunken.
Seine Heimspiele trug der SC auf dem Exerzierplatz der Kavalleriekaserne und der Kaserne des 14. Infanterieregiments und im Danziger Wald aus.